# Thunderbolt Ross
Generaal Thaddeus E. "Thunderbolt" Ross is een personage uit de strips van Marvel Comics. Hij is een generaal uit het Amerikaanse leger, en een regelmatig terugkerend personage in de strips van de Hulk.
De acteurs van Thunderbolt Ross in de Marvel Cinematic Universe zijn William Hurt en na zijn dood door Harrison Ford. De Nederlandse stem van Thunderbolt Ross is Has Drijver, voorheen was dit Casper Gimbrère. De Nederlandse stem van de Red Hulk werd ingesproken door Daan van Rijssel, voorheen was dit Rinie van den Elzen.

## Biografie
Ross is een veteraan uit veel oorlogen. Hij was tevens het hoofd van het Gammabom-project van Bruce Banner. Hij was getuige van het ongeluk dat Banner veranderde in de Hulk.
Ervan overtuigd dat de Hulk een bedreiging vormde meldde Ross zich als vrijwilliger om dit “monster” op te jagen en te vernietigen. In de jaren daarna bleef hij op de Hulk jagen en het werd een obsessie voor hem. Deze obsessie ging zover dat hij zelfs allianties aanging met enkele superschurken zoals Leader, MODOK en de Abomination, wat ervoor zorgde dat hij oneervol werd ontslagen uit het leger.
Ross werd hierna gerekruteerd door S.H.I.E.L.D.-agent Clay Quartermain om deel te nemen aan een project waarbij hij werd gefuseerd met het elektrische wezen Zzzax. Dit gaf Ross tijdelijk superkrachten, maar maakte hem ook mentaal onstabiel. Het proces werd derhalve teruggedraaid.
Ross’ houding tegenover de Hulk veranderde toen hij zag hoe Hulk zijn leven waagde om een gevaarlijke mutant te stoppen. Hij ontwikkelde daarom een nieuwe strategie waarbij hij de Hulk, indien deze weer door het dolle heen was, enkel verjoeg en niet probeerde te doden.
Ross was recentelijk een van de experts die erbij werd gehaald toen een mysterieuze Rode Hulk opdook. Hij bleek uiteindelijk zelf deze Rode Hulk te zijn. Hij had zichzelf hierin laten veranderen als onderdeel van een supersoldaten-programma, in de hoop eindelijk de Hulk te kunnen verslaan.

## Ultimate General Ross
In het Ultimate Marvel-universum is Generaal Ross het hoofd van S.H.I.E.L.D.. Nadat hij besluit het Weapon X-programma stil te leggen, pleegt directeur John Wraith een aanslag op Ross uit woede over deze beslissing. Ross overleefde de aanslag, en werd hierna opzichthouder van het think tank-project waar ook de Fantastic Four lid van zijn.

## Amalgam Comics
Ross komt ook voor in de strips van Amalgam Comics. Hierin is hij een sympathieker personage. Zo adopteert hij Spider-Boy, voor wie hij een soort Oom Ben is.

## In andere media
- In de animatieserie The Incredible Hulk is generaal Ross een regelmatig terukerend personage. Zijn stem in de serie werd gedaan door John Vernon.

- Ross werd gespeeld door Sam Elliott in de film Hulk uit 2003. In de film is hij onder andere verantwoordelijk voor de opsluiting van Bruce’s vader, David Banner.

- Ross had een cameo aan het eind van de Fantastic Four-aflevering "Hard Knocks".

- Ross en zijn nieuwe alter-ego Red Hulk zijn vaste personages in de serie Hulk and the Agents of S.M.A.S.H.

### Marvel Cinematic Universe
Sinds 2008 verschijnt Ross in het Marvel Cinematic Universe, waarin hij door William Hurt werd vertolkt. Na het overlijden van Hurt is deze rol overgenomen door Harrison Ford. In de animatieserie What If...? (2021-) voor Disney+) wordt de stem van Ross ingesproken door Mike McGill. In de film Captain America: Brave New World transformeert Ross in de Red Hulk.
Hij is onder andere te zien in de volgende films uit deze filmwereld:
- The Incredible Hulk (2008)
- Captain America: Civil War (2016)
- Avengers: Infinity War (2018)
- Avengers: Endgame (2019)
- Black Widow (2021)
- What If…? (2021) (stem ingesproken door Mike McGill) (Disney+)
- Your Friendly Neighborhood Spider-Man (2025) (stem ingesproken door Travis Willingham) (Disney+)
- Captain America: Brave New World (2025)